# Општина Бабени (Валча)
Бабени (рум. Bãbeni) општина је у Румунији у округу Валча.
Oпштина се налази на надморској висини од 215 m.